# Divina
Divina (bis ins 19. Jahrhundert slowakisch auch „Veľká Divina“; ungarisch Nagydivény – bis 1907 Nagydivina) ist ein Ort und eine Gemeinde im Okres Žilina des Žilinský kraj mit 2456 Einwohnern (31. Dezember 2024).

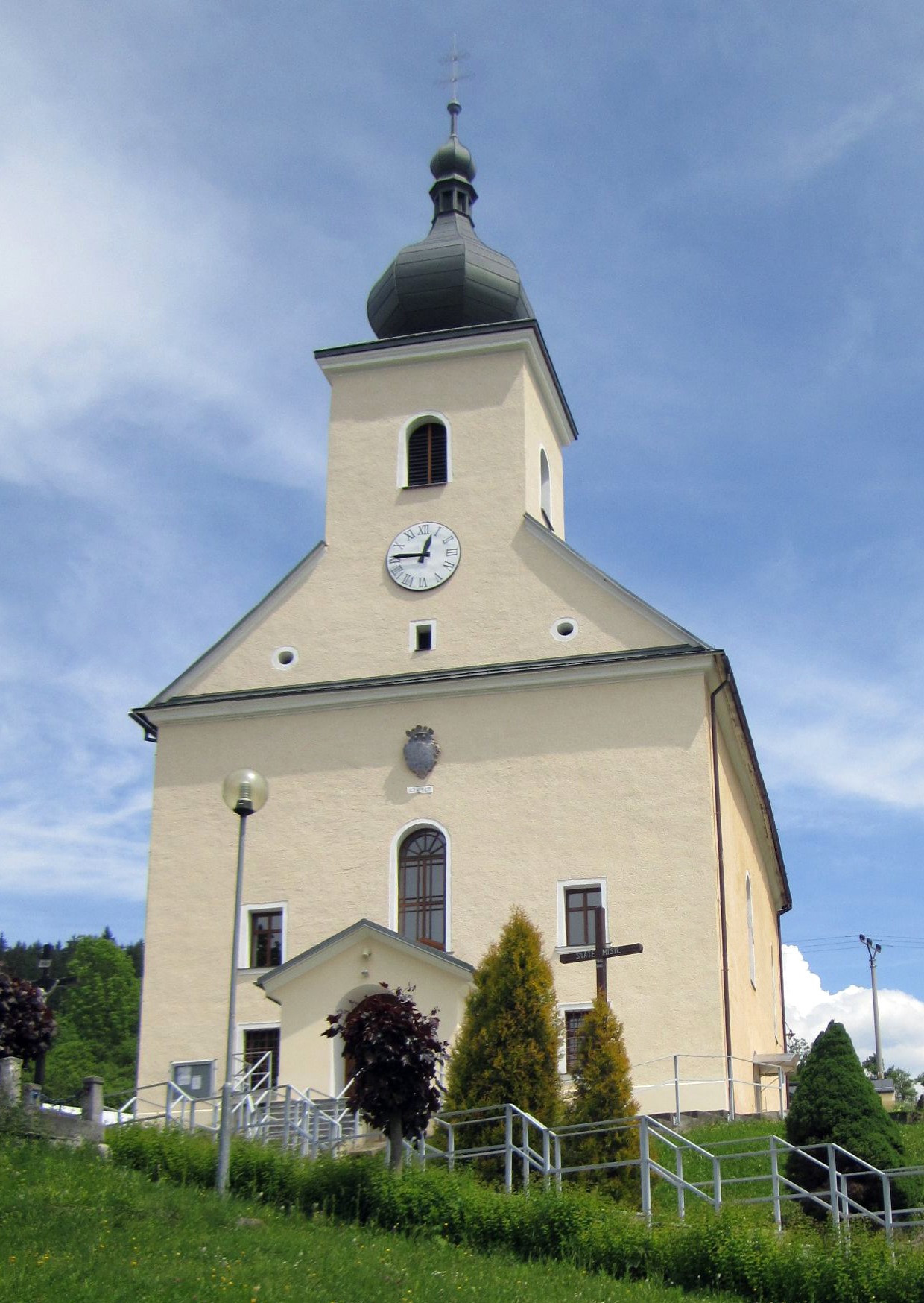
St.-Andreas-Kirche

## Geographie
Die Gemeinde liegt im Javorník-Gebirge im Tal des Baches Divinský potok und ist neun Kilometer von Žilina entfernt.
Die Gemeinde gliedert sich in die Gemeindeteile Divina und Lúky (1907 eingemeindet), der in einem Seitental liegt. Daneben gibt es im Gebirge weitere Weiler.

## Geschichte
Die erste bekannte Erwähnung des Ortes Divina stammt aus dem Jahr 1325, wo das Gebiet des Ortes beschrieben wird. Seit dem Ende des 14. Jahrhunderts ist die Hervorhebung als Groß-Divina gegenüber der kleineren Ortschaft Divinka an der Waag weiter südlich bekannt. Später war die Ortschaft dem Herrschaftsgut von Budatín tributpflichtig. 1828 gab es in Divina 214 Häuser und 1437 Einwohner, die sich mit Land- und Forstwirtschaft, Viehzucht und Drahtbindung beschäftigten. Im 19. Jahrhundert gab es im Ort eine Schnapsbrennerei.
Am 24. Juli 1837 fiel nur ein paar Meter von der örtlichen Kirche entfernt ein Meteorit auf die Erde. Es handelt sich um ein 10,75 kg schweres Bronzit-Chondrit mit hohem Eisengehalt. Das Stück wird heute im Nationalmuseum in Budapest bewährt.

## Bevölkerung
| Jahr                | 1994 | 2004    | 2014    | 2024    |
| ------------------- | ---- | ------- | ------- | ------- |
| Anzahl der Personen | 2419 | 2522    | 2413    | 2456    |
| Unterschied         |      | +4,25 % | −4,32 % | +1,78 % |

| Jahr                | 2023 | 2024    |
| ------------------- | ---- | ------- |
| Anzahl der Personen | 2460 | 2456    |
| Unterschied         |      | −0,16 % |